# Горан Василијевић
Горан Василијевић (Земун, 27. август 1965) бивши је српски и југословенски фудбалер.

## Каријера
Каријеру је почео у Земуну, за који је од 1984. до 1986. године одиграо 49 лигашких утакмица и постигао два поготка, а након тога је био играч нишког Радничког, где је у шампионату 1986/87. на 31 утакмици седам пута био стрелац.
За Црвену звезду је наступао од 1988. до 1994. године. Одиграо је 132 такмичарске утакмице и постигао осам голова. Учествовао је у освајању Купа европских шампиона 1991, Интерконтиненталног купа 1991. у Токију, две шампионске титуле 1991. и 1992. и једног националног купа 1993. године.
Василијевић је касније наступао за јапански Џеф јунајтед Ичихара. Од 1995. до 1996. године у Џеј лиги одиграо је 32 утакмице и постигао четири гола. Носио је и дрес бугарске Локомотиве из Софије.
Касније је био заменик спортског директора Црвене звезде у време док се на челу клуба налазио Владан Лукић.

## Трофеји

### Црвена звезда
- Куп шампиона (1) : 1990/91.
- Интерконтинентални куп (1) : 1991.
- Првенство Југославије (2) : 1990/91, 1991/92.
- Куп Југославије (1) : 1992/93.